# Si j'étais un homme
Ne doit pas être confondu avec Si j'étais un homme (film).
Si j'étais un homme est une chanson de Diane Tell sortie en 1981, premier single de l'album En flèche au Canada (Si j'étais un homme en France), sorti en 1980.

## Historique
Intronisée au Panthéon des auteurs et des compositeurs canadiens en 2017, Si j’étais un homme fut le plus grand succès à ce jour pour Diane Tell au Canada et en Europe. Cette chanson et l'album dont elle est extraite lui permirent de remporter quatre Félix de l’ADISQ en 1981 : meilleure chanson, meilleur album, meilleure artiste interprète féminine et, pour une deuxième année consécutive, meilleure auteure-compositrice-interprète ainsi qu’une certification Classique de la SOCAN. La chanson fut écrite dans le cadre de sa participation au Festival de la chanson française de Spa en 1980, en Belgique, où elle représentait le Canada. 
Diane Tell a écrit la mélodie et les paroles de Si j’étais un homme alors qu’elle rentrait chez elle, à New York, depuis Montréal. Quelques semaines plus tard, elle la chantait pour la toute première fois en public au concours à Spa. La chanson fut bien reçue, mais tout de même éliminée.  
La chanson parle d'une femme qui explique à son conjoint pauvre pourquoi les codes de l'époque l'empêchent de lui offrir ce qu'elle voudrait. C'est donc une critique des mœurs, appuyée par les fins de couplet : Je suis femme et quand on est femme on ne dit pas ces choses-là,/ Je suis femme et quand on est femme, on n'achète pas ces choses-là, et Je suis femme et quand on est femme, ces choses-là ne se font pas.
Néanmoins, au Québec, les féministes critiquent vivement la chanson, reprochant au texte de souhaiter le retour de la femme-objet, alors que le but premier de Diane Tell était simplement de s'élever contre les clichés voulant que par exemple, une femme ne puisse pas offrir une fleur à un homme.   
En France, la chanson sort une première fois au printemps 1981, et Diane participe à plusieurs émissions de télévision dont Stars présentée par Michel Drucker. Néanmoins, la chanson est boudée par les programmateurs radio qui la trouvent longue et n'ayant pas la structure traditionnelle couplet / refrain.  
Au printemps 1982, Max Guazzini, patron de la radio NRJ, qui émet depuis seulement quelques mois après la libéralisation des FM par François Mitterrand, écoute la chanson, et craque dessus. Il la programme énormément, entraînant ainsi une réédition du 45 tours, sorti un an plus tôt sans grand succès chez Disc AZ. Cette fois, le disque devient l'un des succès de l'été 1982, la diffusion de la chanson étant aussi relayée par d'autres radios (notamment de nombreuses radios libres), et les ventes du titre dépassent les 200 000 exemplaires en France.    
Si j’étais un homme a été reprise par de nombreux artistes, ainsi que par Diane Tell elle-même sur l'album Une (2013), en version pour guitare et voix.

## Reprises
- Francisco Garcia en version instrumentale (guitare) pour l'album Vive la France[7] (1993)
- Edith Lefel sur son album À fleur de peau[8] (1999)
- Fabienne Thibeault sur son album Québécoise[9] (2000)
- Gad Elmaleh interprète (en playback complet, c'est la voix de Diane que l'on entend) Si j'étais un homme dans le film Chouchou de Merzak Allouache[10] (2003).
- Julie Pietri sur son album Lumières (2003).
- Jenny Hachey, finaliste de Star Académie saison 3 au Québec[11] (2005)
- Carolanne D'Astous-Paquet, demi-finaliste de l'émission Star Académie au Québec (2009)
- Stéphane Rousseau, parodie (Si j'étais une femme) sur scène[12] (2010)
- Stéphanie Lamia, The Voice Kids[13] saison 1 en France sur TF1 (2012)
- Carole Welsman sur son album Journey[14] (2012)
- Marie-Chantal Toupin sur son album Onze grands succès à ma manière[15] (2012)
- Maïly sur son album Gold[16] (2013)
- Cindie et Jonatan, À la recherche de la nouvelle star : premiers tubes[17] (2013)
- Eva Urn sur l'album Music for Breakfast[18] (2014)
- Ima sur son album Pardonne-moi si je t'aime[19] (2015)
- Anne Sila, en quart de finale The Voice en France sur TF1[20] (2015)
- Émilie-Claire Barlow sur son album Clear Day[21] (2015)
- Jean-Pierre Ferland sur son album Chansons Jalouses[22] (2017)
- Beyries, reprise à l'occasion de l'intronisation de la chanson au Canadian Songwriters Hall of Fame[23] (2017)
- Enola lors de la finale de la Saison 10 de la Star Academy sur TF1 (2022)
- Julie lors du 11ème prime de la Saison 12 de la Star Academy sur TF1 (2024)

## Au cinéma
- Chouchou, film français réalisé par Merzak Allouache avec Gad Elmaleh et Alain Chabat (2003)
- Les Onze Commandements, film français réalisé par François Desagnat et Thomas Sorriaux avec Michaël Youn (2004)
- Toute Première Fois, film français réalisé par Noémie Saglio et Maxime Govare avec Pio Marmaï, Franck Gastambide et Camille Cottin (2015)
- Voleuses, film français coécrit et réalisé par Mélanie Laurent, sorti en 2023 sur Netflix.